# Taino (Italië)
Taino is een gemeente in de Italiaanse provincie Varese (regio Lombardije) en ligt enkele kilometers ten zuidoosten van het Lago Maggiore. De gemeente telt 3683 inwoners (31-12-2018). De oppervlakte bedraagt 7,7 km², de bevolkingsdichtheid is 468 inwoners per km².
De naam 'Taino' komt waarschijnlijk uit het oud-Keltische, waarbij Ta (goed) e Vyn (wijn), dus 'goede wijn' verbastert werd tot Taino. Inderdaad is er tot ver in de 20e eeuw wijnbouw gepleegd op de heuvels van Taino, waarvan de terrasvorming op de heuvels nog steeds in de bossen herkenbaar is.
De volgende frazione maakt deel uit van de gemeente: Cheglio.
Het dorp zelf bestaat uit de wijken La Bassa, Ronchi en Monzeglio.

## Demografie
Taino telt ongeveer 1432 huishoudens. Het aantal inwoners steeg in de periode 1991-2001 met 8,8% volgens cijfers uit de tienjaarlijkse volkstellingen van ISTAT. Ongeveer 10% is van buitenlandse afkomst, mede door de aanwezigheid van het nabijgelegen onderzoekscentrum van de Europese Commissie (CCR) in Ispra.
| Jaar | Inwoneraantal |
| ---- | ------------- |
| 1991 | 2928          |
| 2001 | 3185          |

## Geografie
De gemeente ligt op ongeveer 262 m boven zeeniveau.
Taino grenst aan de volgende gemeenten: Angera, Sesto Calende.
Het dorp bezit een klein park, met uitzicht over het zuidelijk deel van het Lago Maggiore (inclusief de Rocca di Angera), de heuvels en bergen van Piemonte, alsmede het complex van de Monte Rosa. In het park bevindt zich een sculptuur van Giò Pomodoro: Il luogo dei quattro punti cardinali (1990); naast het park ligt het Palazzo Serbelloni (1700).
De centrale kerk van het dorp (il dùmin – de dom – di Santo Stefano) bezit een Byzantijns mozaïek. Voor zover bekend is het de enige van zijn soort buiten het grondgebied van het Oost-Romeinse/Byzantijnse rijk.
Diverse wandelpaden lopen over of vlak bij het grondgebied van Taino in diverse richtingen. Dit zijn onder andere het in 2007 geopende wandelpad tussen Sesto-Calende en Laveno, alsmede het E1-wandelpad welke loopt vanaf het noorden van Zweden naar het zuidelijke puntje van de Italiaanse laars en Sicilië.
Het dorp bezit een hotel-restaurant, een agri-turismo, alsmede diverse barretjes, waarvan een met ijssalon.